# Zdeněk Matěj Kuděj

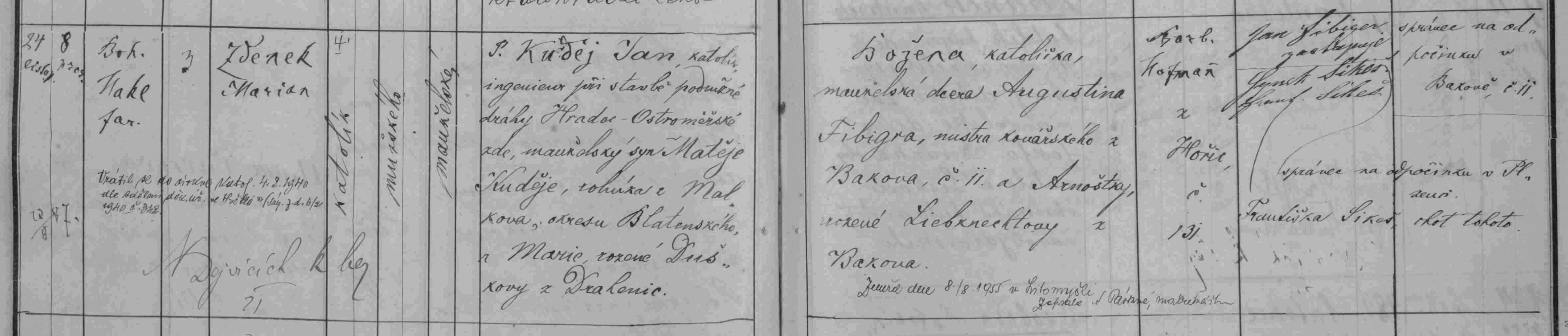
matriční zápis o narození a křtu Zdenka Mariana Kuděje (matrika N 1876-1884 Hořice (SOA Zámrsk))

Zdeněk Matěj Kuděj, vlastním jménem Zdenek Marian Kuděj (24. listopadu 1881 Hořice – 8. srpna 1955 Litomyšl), byl český novinář, cestovatel, překladatel a spisovatel. Byl přítelem Jaroslava Haška.

## Životopis

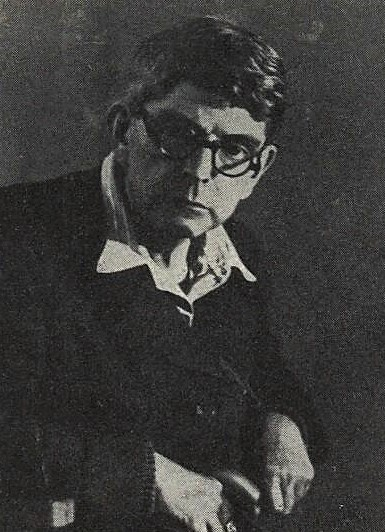
Zdeněk Matěj Kuděj, 1941

Zdenek Marian Kuděj se narodil v rodině stavebního inženýra na stavbě železnice Jana Kuděje a jeho manželky Boženy, rozené Fibigrové. Studium na gymnáziu v Příbrami nedokončil. Pracoval jako lékárnický praktikant v Pacově a Sadské, pak se rozhodl cestovat. V roce 1903 vyhrál v Hamburku lodní lístek a odjel do USA, kde pracoval jako dělník, laborant, umývač nádobí, zemědělec, plavčík, kovboj i zlatokop, jako tramp procestoval část USA a Kanady. Po návratu pracoval v Praze jako zednický přidavač a své zážitky začal literárně zpracovávat – brzy se stal členem svobodomyslné pražské bohémy a přítelem spisovatele Jaroslava Haška, malíře Josefa Lady a dalších.
V roce 1912 podnikl cestu do Ruska (v Kyjevě byl pro podobnost s hledaným anarchistou zatčen a strávil půl roku ve vazbě), poté se s Haškem a jinými toulal po Čechách. Do 1. světové války narukoval až v roce 1917, ale brzy byl z armády propuštěn pro předstíranou duševní chorobu. Po válce byl několik měsíců – jedinkrát v životě – zaměstnán, poté se věnoval volné novinářské, literární a překladatelské činnosti.
Ve 20. letech 20. století žil několik let na Podkarpatské Rusi, od let druhé světové války si oblíbil Českomoravskou vrchovinu a žil v kraji kolem Lipnice a Ledče nad Sázavou, kde patřil k rázovitým a všeobecně známým postavičkám. Roku 1952 se přestěhoval do Litomyšle, kde 8. srpna 1955 zemřel a je tam i pohřben.

## Literární tvorba
Z Kudějova díla jsou dodnes cenné jeho reportážní črty a fejetony z cest a jeho vzpomínky na přítele Haška a dění kolem něj; úspěšné byly i jeho humoristické a parodické prózy. Zážitky ze svých cest vepsal do řady povídek a reportáží, které vycházely jak v USA, tak především po jeho návratu v Česku. Podle mnoha dobových svědectví Hašek jeho přátelství zneužíval. Kuděj překládal z angličtiny, např. sešity Tarzana. A vytvořil i řadu novel s fantastickými a sci-fi náměty.

### Cestopisy
- 1923 Ve dvou se to lépe táhne – zážitky z cest s Jaroslavem Haškem
- 1927 Ve dvou se to lépe táhne, ve třech hůře
- 1930 Když táhne silná čtyrka
- 1932 Horalská republika, vzpomínky na Huculskou republiku
- 1941 Sid – sebrané povídky z putování po Americe ve čtyřech dílech (Sidney je Kudějova přezdívka, zkomolená angl. výslovnost jména Zdeněk)
- 1947 Hostem u baťušky cara - vydal Toužimský a Moravec, Praha, il. Jiří Wowk, obálka Zdeněk Burian

### Sci-fi a fantasy
- 1916 Ku-klux-klan, okultní povídka (Praha: Emil Šolc, sešitová edice Přízraky a fantasie, sv. 11)
- 1918 Křišťálový hranol, okultní povídka (Praha: Emil Šolc, sešitová edice Přízraky a fantasie, sv. 21)
- 1918 Znamení ďáblovo, dvě novely (Praha: Přemysl Plaček, sešitová edice Ve vlaku)
- 1926 Tarzanova babička, parodie na Tarzana (Praha: Ústřední dělnické knihkupectví, nakladatelství a antikvariát [Antonín Svěcený]) - první díl vyšel na pokračování v časopise Honza, r. 1922, č. 1 až 12
- 1933 Kam s ním?, samostatně vydaná fantaskní povídka (Praha: vl. n.)
- 1943 Safijánská zima, novela s drobným fantaskním námětem (B. m.: b. n.)
- 1946 Majitel zlatých dolů, dvě novely (Praha: Toužimský a Moravec)

### Překlady
- DICKENS, Charles. Klub Pickwicků. Část I. Přeložil Z. M. Kuděj. Ilustroval Oldřich Cihelka. Praha: A. Svěcený, 1926. 326 s.
- DICKENS, Charles. Klub Pickwicků. Část II. Přeložil Z. M. Kuděj. Ilustroval Oldřich Cihelka. Praha: A. Svěcený, 1926. s. 331–659.
- DICKENS, Charles. Klub Pickwicků. Část III. Přeložil Z. M. Kuděj. Ilustroval Oldřich Cihelka. Praha: A. Svěcený, 1926. s. 663–1007.
- Arnold Bennett: Lordův přízrak, Praha: A. Svěcený, 1922
- Robert Louis Stevenson: Dobrodružství Davida Balfoura, Praha: A. Svěcený, 1922
- Sax Rohmer: Dr. Fu-Manchu, Praha: A. Svěcený, 1924
- Walter Scott: Hrabě pařížský, Praha: A. Svěcený, 1925
- Walter Scott: Ivanhoe, Praha: A. Svěcený, 1925
- Walter Scott: Quentin Durward, Praha: A. Svěcený, 1925
- Walter Scott: Waverley, Praha: A. Svěcený, 1925
- Walter Scott: Železná pěst, Praha: A. Svěcený, 1925
- Beatrice Burton: Hranice lásky, Praha: A. Svěcený, 1928
- Edgar Rice Burroughs: Tarzan, Praha: Toužimský a Moravec, 1937
- Winifred Van Duzer : A přece milují znovu, Praha: A. Svěcený, 1930